# 東區 (臺中市)
東區位於臺灣臺中市中心，係由於1946年2月臺中市劃分區域時，其位於臺中市的東隅而得名:300，並與中區、南區、西區、北區、北屯區、西屯區、南屯區屬於臺中市都心區域。

## 歷史
第二次世界大戰後，中華民國接收日本台灣總督府所轄之區域，將原台中州下台中市的曙町、花園町、楠町、櫻町、高砂町、干城町以及大字東勢子、旱溪、頂橋子頭的部份區域，合併成立「東區」。
台灣省城（南門）遺址，今位居原州轄台中市東側故稱「東區」。

## 舊地名
- 新：台中車站後站地區新時代購物中心一帶稱之，舊日為台灣省城的主要部份。當初在規劃台中城時，僅將大墩街包進一部分面積，而以當時尚空曠的新庄仔作為主要部份，可能是著重於日後省城的規劃需要空地興建衙署等建築考量。早期為當地望族吳鸞旂家族所在區，但該區多為林姓，是由霧峰林家族系遷居於此。
- 石頭攤仔：現今城、文化、成功、練武等里，日治時期為「干城町」，設陸軍分屯大隊、憲兵隊、台北衛戍病院台中分院。現為干城重劃區與富台新城。然據耆老表示，「干城」所指範圍比干城町大，除了上述四里之外，尚包含尚武、富台、富仁等七個里，但無文獻記載。值得一提的是，雖然這裡被稱為干城町，不過台中市的干城街卻遠在南屯區的黎明新村附近。
- 土牛
- 十甲
- 東勢子
- 旱溪

## 人口
根據臺中市政府民政局統計，2024年底東區戶數約3.2萬戶，人口約7.8萬人。區內人口最多與最少的里分別是東信里與富台里，2024年底兩里人口分別為10,359人與1,836人。

## 政治

### 區政組織
東區區公所是臺中市政府在東區的派出機關，在中華民國政府架構中為市政府綜理區政的執行機關，上級業務監督機關為臺中市政府。区长由市長任命，其任期為無任期保障。在區長及主任秘書之下，設有4課4室等8個內部單位。
東區區長是東區區公所之行政首長，由臺中市市長任命，承市長之命令，綜理區政，並指揮監督所屬員工，現任區長為吳忠聖。

### 行政區

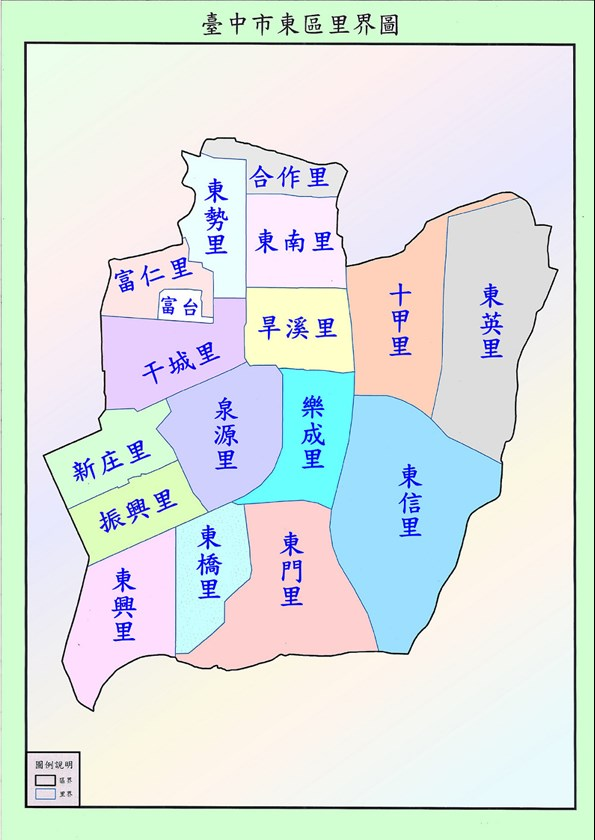
臺中市東區行政區劃

現今東區行政範圍的確立，來自於1946年臺中市調整行政區域時，合併櫻町、曙町、高砂町、干城町、楠町、花園町等6町及頂橋子頭、旱溪等2大字設立的東區:19。東區的行政區劃轄有新庄里、振興里、東興里、東橋里、東門里、樂成里、旱溪里、泉源里、干城、富台里、富仁里、東勢里、合作里、十甲里、東南里、東英里、東信里等17里，共計404鄰。

## 金融
- 臺灣銀行復興分行
- 合作金庫銀行精武分行
- 第一銀行南臺中分行
- 華南銀行南臺中分行
- 台中銀行北太平分行
- 三信銀行大智分行
- 國泰世華銀行東臺中分行
- 新光銀行臺中分行、十甲分行
- 陽信銀行精武分行

## 教育

### 高級中等學校
- 國立中興大學附屬臺中高級農業職業學校
- 臺中市立臺中家事商業高級中等學校

### 國民中學
- 臺中市立育英國民中學
- 臺中市立東峰國民中學

### 國民小學
- 臺中市東區成功國民小學
- 臺中市東區力行國民小學
- 臺中市東區進德國民小學
- 臺中市東區樂業國民小學
- 臺中市東區大智國民小學
- 臺中市東區臺中國民小學

### 公共圖書館
- 臺中市立圖書館東區分館
- 東區公所圖書室

## 醫療
醫療機構
- 台新醫院
- 臺安醫院進化總院
- 中國醫藥大學附設醫院台中東區分院

## 交通

### 公路
- 台74線：境內設有太平交流道（26）
- 台3線：北區－進化路－建成路－南區
- 市道136號：南區－復興路四段－振興路－太平區
- 大智路
- 樂業路
- 旱溪東路
- 旱溪西路
- 十甲路
- 十甲東路
- 台中路
- 自由路
- 精武路
- 精武東路
- 東光路
- 東光園路

### 大眾運輸

#### 鐵路、捷運
臺灣鐵路管理局
東區的鐵路運輸路線主要為臺灣鐵路臺中線，境內設有特等站臺中車站（位於東區與中區的邊界上）及簡易站精武車站等2座鐵路車站。
臺中車站位於中區臺灣大道，於1905年6月10日啟用，在日治時期同時匯集臺鐵、糖鐵，形成「雙鐵共站」，唯臺灣糖業鐵路中南線的烏溪鐵橋已於1959年八七水災時被沖毀，嗣後中南線停止營運，並於1961年被拆除。精武車站位於東區東光路，是配合「臺中鐵路高架捷運化」計畫中新增的一座通勤車站，於2018年10月28日完工啟用，僅停靠區間車。
台中捷運
- █藍線（規劃中）

#### 公車客運
- 臺中轉運中心：位於臺中車站一樓的公車轉乘站
- 干城地區：雙十路段為多家公路客運業者的臺中總站，過去台汽客運中台灣各縣市的中部公路客運總站—台中干城站（今國光客運干城車場）亦設址於此。

#### 公共自行車
臺中市公共自行車租賃系統（iBike）是臺中市政府推動的公共自行車租賃系統，2013年6月開始規劃建置，2014年7月18日開始營運，2017年5月16日使用次數突破一千萬人次，東區已於2015年3月27日正式引進YouBike1.0系統，至2021年1月21日起引進YouBike2.0系統，2023年6月28日全面停止營運YouBike1.0系統，改為僅營運YouBike2.0系統。資料截至2024年12月31日，YouBike2.0系統已於東區設有76個站點，並可甲地租車、乙地還車，提供民眾租借使用。

## 旅遊

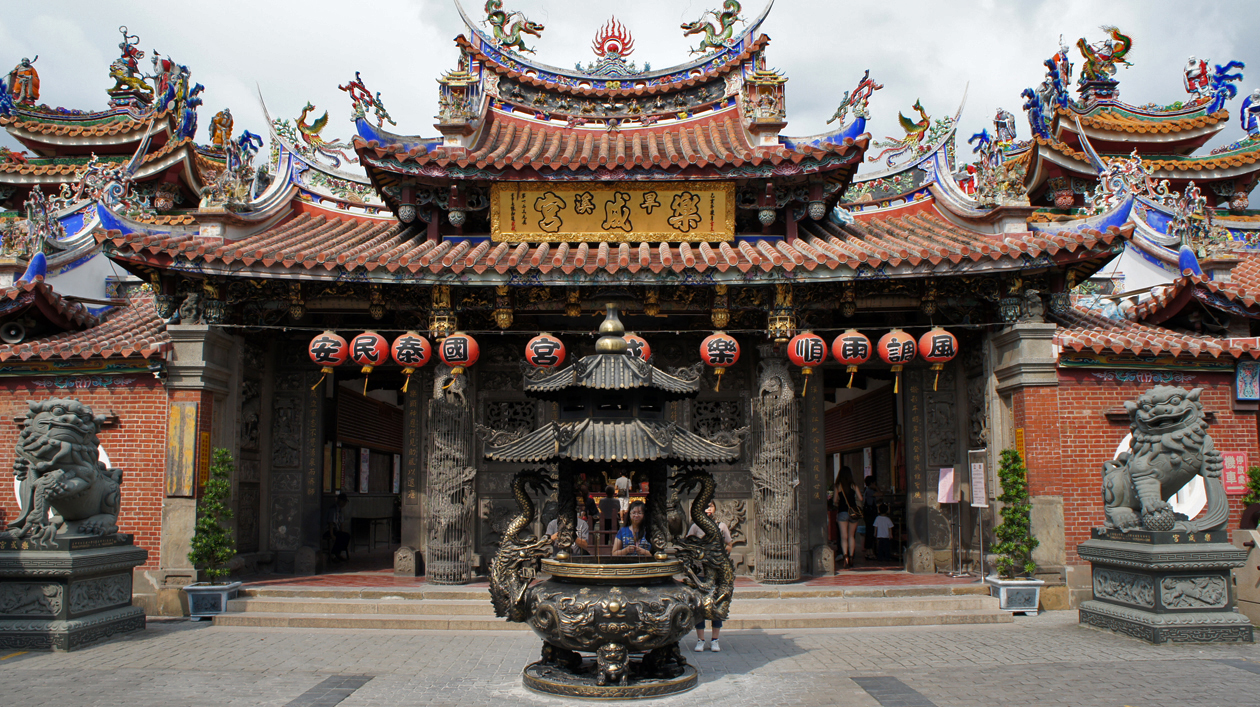
直轄市定古蹟－樂成宮

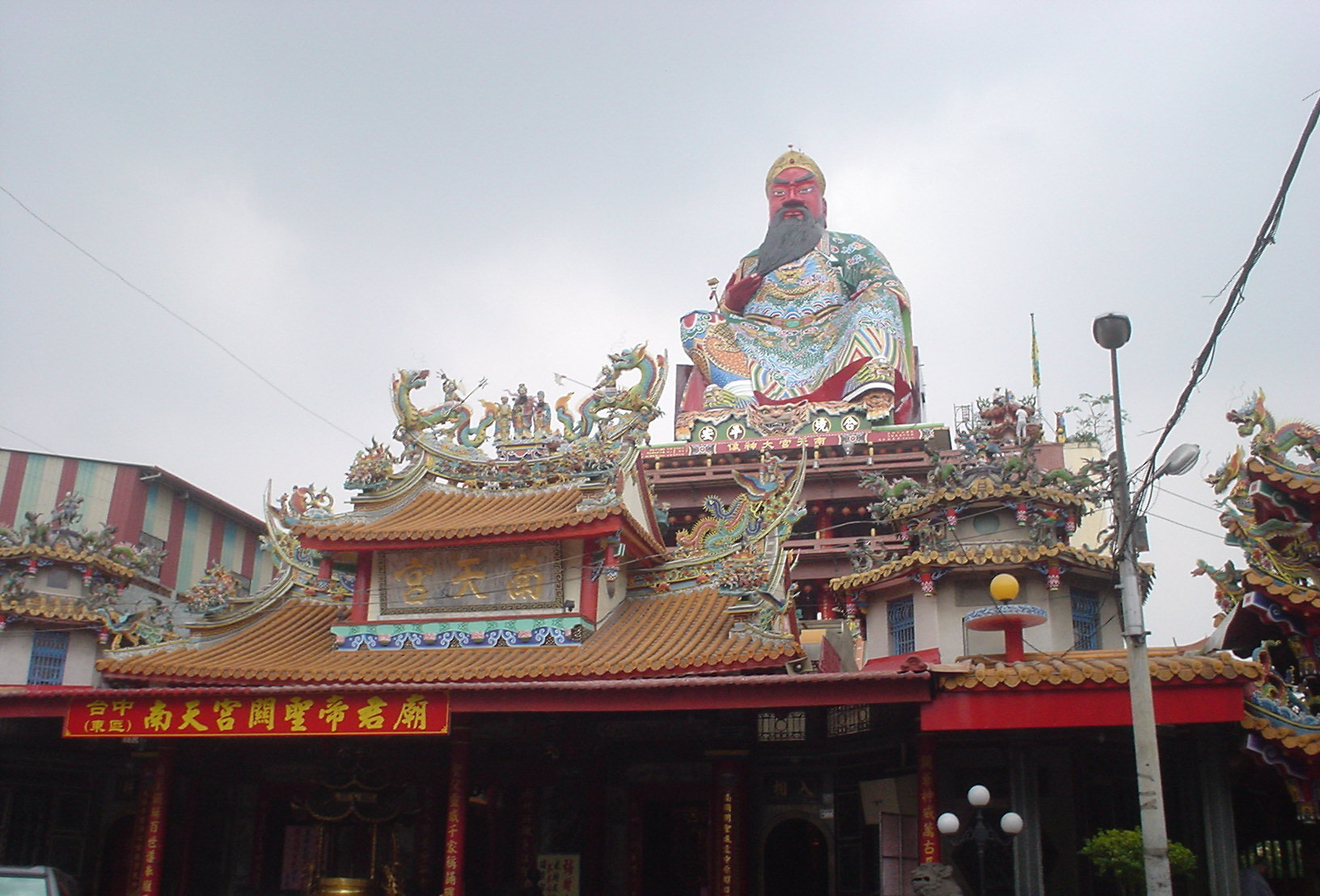
南天宮

### 文化資產
- 樂成宮
- 臺中車站鐵道文化園區（整修中）
  - 舊臺中後火車站
  - 臺中驛第二貨物倉庫群(20號倉庫群)
  - 臺中火車站附屬設施建築群27號倉庫
  - 臺中車站周圍防空壕及碉堡群
- 國家漫畫博物館（規劃中）
  - 臺中驛第一貨物倉庫群(新民街8-10號倉庫)
  - 臺中驛第一貨物倉庫群(新民街11-17號倉庫)
  - 帝國製糖廠臺中營業所
- 臺中州立臺中第二中學校校舍
- 臺中教師會館

### 自然景點
- 東峰公園（臺中市二二八紀念碑）
- 樂成公園
- 大智公園
- 干城公園
- 東光園道
- 興大園道

### 人文景點
- 國家漫畫博物館（規劃中）
- 瑞成書局
- 忠孝夜市
- 旱溪夜市
- 建國市場
- 大魯閣新時代購物中心
- 秀泰生活台中站前店
- LaLaport台中
- 南天宮
- 天乙宮
- 東門里福德祠
- 石頭灘干城福德祠

## 外部連結
- 東區區公所 （页面存档备份，存于）